# Veterinärmedizinische Fakultät der Universität Ankara
Die Veterinärmedizinische Fakultät der Universität Ankara ist eine tiermedizinische Bildungseinrichtung der Universität Ankara.

## Geschichte
Die tiermedizinische Ausbildung in der Türkei erfolgte erstmals ab 1842 an der Militärischen Veterinärschule in Istanbul. 1889 folgte die Gründung der zivilen Veterinärschule. 1921 wurde durch den Zusammenschluss dieser beiden Einrichtungen die Hochschule für Tiermedizin ins Leben gerufen. Im Zuge der Reformierung des Hochschulwesens wechselte deren Standort 1933 mitsamt den akademischen und verwaltungstechnischen Mitarbeitern nach Ankara, wo sie in das Hohe Institut für Landwirtschaft eingegliedert wurde. 1939 erfolgte die Umbenennung in Fakultät für Tiermedizin. Nach der Errichtung der Universität Ankara im Jahr 1946 wurde die Fakultät für Tiermedizin 1948 als eine der mitbegründenden-Fakultäten Bestandteil der Universität Ankara.

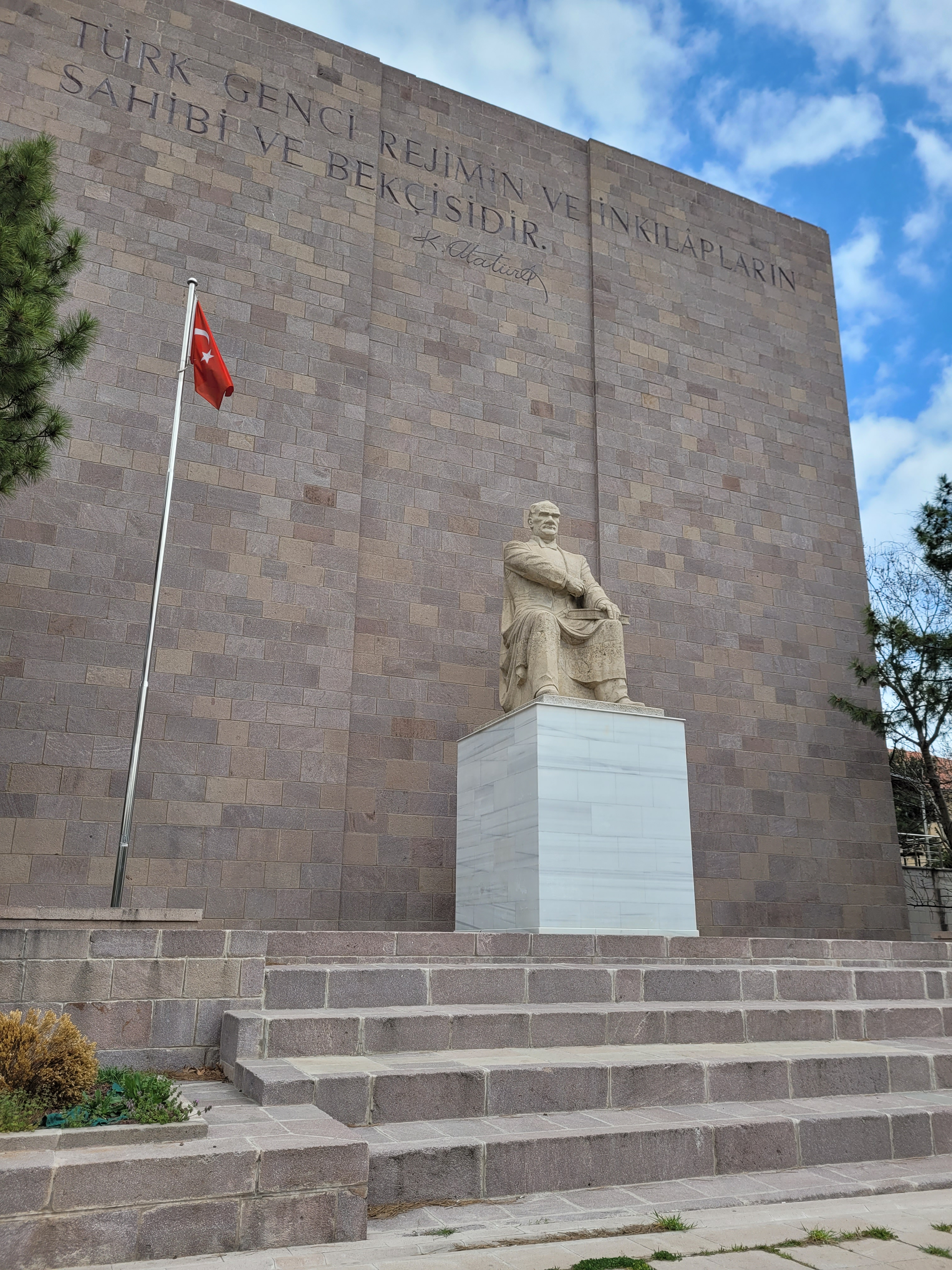
Atatürk-Monument

Die Veterinärmedizinische Fakultät fungiert seit ihrer Gründung als eine der Hauptfakultäten. In dieser Funktion unterstützte sie fast alle in späteren Jahren gegründeten veterinärmedizinischen Fakultäten bei ihren akademischen und forschungsmäßigen Tätigkeiten. 2007 wurde dem Aufnahmeantrag der Fakultät in die European Association of Establishments for Veterinary Education (EAEVE) nach Erfüllung der entsprechenden Qualitätskriterien entsprochen. Ziel der Akkreditierung war der Austausch von Informationen sowie Studenten und Ausbildungsmaterial zwischen veterinärmedizinischen Einrichtungen in Europa und anderen Teilen der Welt. 2015 fand die Veterinärmedizinische Fakultät der Universität Ankara zudem Aufnahme in das nationale Akkreditierungsprogramm VEDEK, das vom Hochschulrat mit der nationalen Akkreditierung der veterinärmedizinischen Fakultäten in der Türkei beauftragt ist und als „Verein zur Evolution und Akkreditierung veterinärmedizinischer Bildungseinrichtungen und ihrer Lehrprogramme“ fungiert. Die Fakultät kooperiert im Rahmen des Erasmus Programmes mit 22 Universitäten.

## Akademische Fachbereiche

### Grundlagenwissenschaften
- Abteilung für Anatomie
- Abteilung für Biochemie
- Abteilung für Physiologie
- Abteilung für Histologie und Embryologie
- Abteilung für Geschichte der Veterinärmedizin und Deontologie

### Präklinische Wissenschaften
- Abteilung für Pharmakologie und Toxikologie
- Abteilung für Mikrobiologie
- Abteilung für Parasitologie
- Abteilung für Pathologie
- Abteilung für Virologie

### Klinische Wissenschaften
- Abteilung für Chirurgie
- Abteilung für Gynäkologie und Geburtshilfe
- Abteilung für Innere Medizin
- Abteilung für Reproduktion und Künstliche Besamung

### Tierzucht und Tierernährung
- Abteilung für Biostatistik
- Abteilung für Genetik
- Abteilung für Tierernährung und Ernährungskrankheiten
- Abteilung für Tiergesundheitsökonomie und Betriebswirtschaft
- Abteilung für Tierzucht und Tierhaltung

### Lebensmittelhygiene und Technologie
- Abteilung für Lebensmittelhygiene und Technologie

## Allgemeines
An der veterinärmedizinischen Fakultät werden Themen der Zucht, Haltung und Pflege von Haustieren, Klein- und Großvieh, aquatischen Arten sowie der Bienen und Wildtiere, der Entwicklung ihrer Arten und Leistungsveranlagungen, des Erhaltes ihrer Gesundheit, der Behandlung ihrer Krankheiten, der Verhinderung von Seuchen, präventiv-medizinische Maßnahmen zur Verhinderung der Übertragung von Krankheitserregern auf Menschen sowie die Kontrolle der Erzeugnisse tierischen Ursprungs hinsichtlich Beschaffenheit und Eignung für den menschlichen Verzehr, wie auch die Konformität hinsichtlich Umweltschutz sowie zum Vertrieb von lebenden Tieren und tierischen Ereignissen in Theorie und Praxis gelehrt und erforscht.
Die tierärztliche Ausbildung an der veterinärmedizinischen Fakultät beträgt 5 Jahre und umfasst in den ersten 4 Jahren wissenschaftlich theoretische/praktische/klinische und Praxis bezogene Studienanteile. Im 5. Jahr erfolgt die Praktikanten-Ausbildung. Unterrichtssprachen sind Türkisch und seit 2015 Englisch. Die Studenten steht ein breites Spektrum an Praktikummöglichkeit im Ausland (Tierärztliche Hochschule Hannover, ERASMUS Praktikum) und Inland (an veterinärmedizinischen Fakultäten, Tierkliniken und -krankenhäusern, Instituten des Forst- und Landwirtschaftsministeriums und deren TIGEM Betrieben, in Zucht-Einrichtungen für Geflügel, Milchkühe, Schafe/Ziegen, Aquaprodukte, in Reitklubs und Laboreinrichtungen) zur Verfügung. Darüberhinausgehend bietet die Fakultät auch Dienstleistungen im sozial-gesellschaftlichen Bereich. Hierzu zählt die Tierklinik der veterinärmedizinischen Fakultät der Universität Ankara, die 7/24 geöffnete Notaufnahme, die zentralen Befundlabore der veterinärmedizinischen Fakultät der Universität Ankara, die Mobilkliniken, das Gut der Fakultät, das mit dem Oberbürgermeisteramt gemeinsam realisierte Projekt der Straßenhunde, Seminare unter dem Motto „Frieden mit den Hunden“, Volksveranstaltungen und kontinuierliche Bildungsseminare.

## Universitätsklinik
Die 1933 als Teil der Hochschule für Landwirtschaft zwecks Nutzung durch die veterinärmedizinische Fakultät gebaute und unter Denkmalschutz stehende Universitätsklinik wurde mit entsprechender Genehmigung des Kultus- und Tourismusministerium im Zeitraum 2015–2017 restauriert. Sie ist als die größte Tierklinik der Türkei für Haustiere, Klein- und Großvieh mit einer jährlichen Patientenzahl von 40.000 tätig.
In der Klinik des Fachbereichs Chirurgie werden alle Haus- und Wildtiere ambulant behandelt. Dort werden Weichgewebe-Untersuchungen, orthopädische und mikro-chirurgische Operationen sowie chirurgische Eingriffe im Bereich der Arthroskopie, Laparoskopie, Thoraxchirurgie und endoskopische Untersuchungen realisiert. Für Hunde- und Katzenpatienten existieren zudem Intensivstationen. Zu den Routineuntersuchungen zählen neben Weichgewebe-Untersuchungen, orthopädische, otolaryngolische, ofthalmologische sowie zahnärztliche Diagnosen und Behandlungen. Ferner existieren neurophysiologische Laboreinrichtungen, ein Physiotherapie- und Rehabilitierungszentrum sowie der Bereich Laufanalysen, die routinemäßig diagnostisch tätig sind und behandeln. In die Abteilung Chirurgie ist zudem der radiodiagnostische Bereich eingegliedert. Die dort befindlichen Geräte wie die digitalisierte Röntgenanlage, die Sonographie- und Farb-Doppler-Sonograpie-Anlage, das Echokardiographie-Gerät und die MR-Anlage sind routinemäßig als Teil der Diagnostik im Einsatz.
Der Fachbereich Innere Medizin befasst sich mit präventiver Medizin, Impfungen, Geriatrie bzw. diagnostiziert und behandelt dermatologische, kardiologische, endokrinologische, gastroenterologische, onkologisch-hämatologische, nephrologisch-urologische Erkrankungen. Die Behandlung exotischer Arten erfolgt ebenfalls in diesem Bereich.
Die Klinik des Fachbereichs Geburten und Gynäkologie befasst sich mit Geburten, Trächtigkeit und gynäkologischen Erkrankungen von Haustieren. Die Besamungsklinik umfasst Sperma- und Embryo-Referenzlabore, Sperma-Banken für Stiere, die Ankara Ziege und Hunde sowie das Zentrum zur Gewinnung von Sperma, das innerhalb des Anwendungsgutes untergebracht ist. In diesem Bereich werden andrologische und Fertilitätsprobleme von Haustieren wie Hunden, Katzen, Hasen usw. Hinsichtlich Spermaanalysen fungiert diese Klinik als Referenzlabor. Innerhalb der Universitätsklinik befindet sich zudem die „Klinik für Verhaltungsstörungen“. Hier erfolgt die Diagnostizierung und Behandlung von Verhaltungsstörungen der Hunde und Katzen durch spezialisierte Ärzte. Ferner existiert eine Klinik für Wildtiere, die entsprechend dem Dienstleistungsprotokoll mit dem Forstministerium für die Behandlung verwundeter oder geschwächter Wildtiere verantwortlich ist. Beide Fachbereiche wurden 2018 eingerichtet.
Die Universitätsklinik ist an 7 Tagen in der Woche 24 Stunden am Tag geöffnet. Dadurch wurde sie zu einer wichtigen Anlaufstelle auch in Notfällen. In dem eingegliederten Zentral-Labor werden für alle klinischen Bereiche Blutbild- und Biochemische Untersuchungen für alle Tierarten sowie Hormonanalysen für Hunde und Katzen durchgeführt. Die Fachbereiche sind unter den vom Ministerium für Land- und Forstwirtschaft vergebenen Einzellizenzen tätig und unterliegen regelmäßigen Kontrollen. Innerhalb der Universitätsklinik befinden sich für alle Tierarten separate Isolationsstationen.

## Lehr- und Forschungsfarm

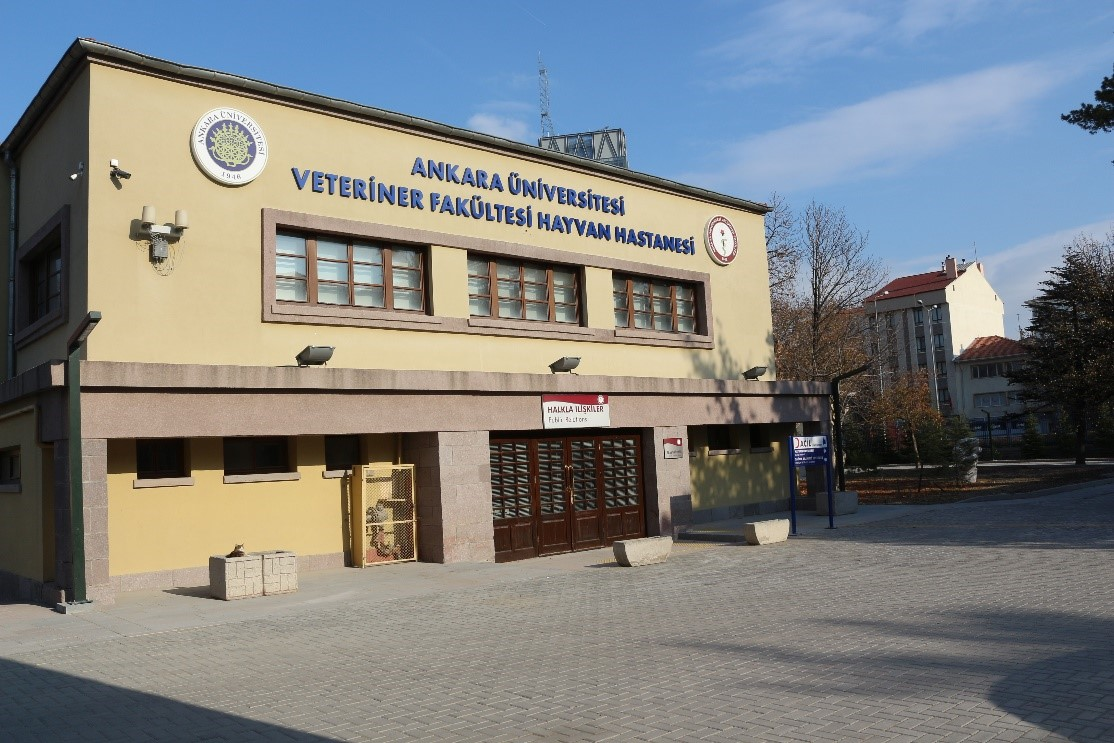

Die Lehr- und Forschungsfarm der Veterinärmedizinischen Fakultät der Universität Ankara wurde 1977 eingerichtet. Auf dem Gelände erfolgt der Anbau von Futtermittelpflanzen (Hafer und Mais). Zudem befinden sich zur Zucht von Rindern, Schafen und Ziegen, Schweinen, Pferden und Hühnern (Legehennenhaltung in traditionellen und angereicherten Käfigen, sowie Masthähnchenställe). Die Farm bietet sowohl Forschern entsprechende Möglichkeiten, als auch den Studenten aller Fachbereiche der Fakultät die Chance praxisbezogen berufliche Fähigkeiten zu erwerben bzw. auszubauen, während der Internsemester und ihres Praktikums dort theoretisches Wissen umzusetzen. Zudem bietet die Farm auch theorie- und praxisbezogene Ausbildungsmöglichkeiten für die Studenten im Bereich der Milch-/Milchprodukt-Erzeugung. Die Lehr- und Forschungsfarm steht auch für Projekte zur Bewältigung von diesbezüglichen Problemen sowie der Realisierung von Studien in diesen Bereichen zur Verfügung. Mit dem Ziel der finanziellen Unterstützung der Fakultät im Zuge der Vermarktung dort erwirtschafteten Produkte, wurde ein Milchproduktionsbereich eingerichtet, die inzwischen in Betrieb genommen wurde.

## Spezialeinrichtungen und Labore

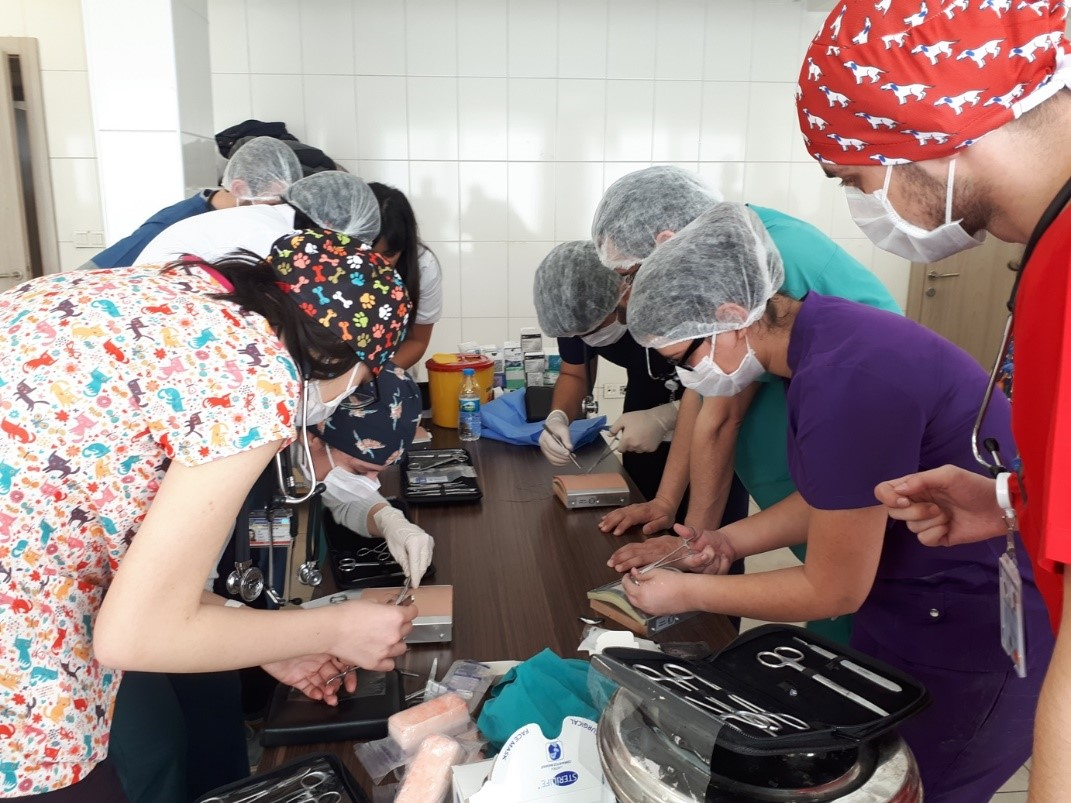

In die Zuständigkeiten des Fachbereiches Genetik fallen die Einrichtung von DNA- und Gewebebanken im Zusammenhang mit Türkei-spezifischen tiergenetischen Ressourcen, die Realisierung von tiergenetischen Studien sowie die Bestimmung von Interspezies- und intraspezifischen polymorphen Sequenzen und die Verwendung dieser Ergebnisse in Zertifizierungsstudien; die Herausarbeitung phylogenetischer Beziehungen wie auch das Erlangen vorübergehender Daten zur Vergangenheit und Zukunft von Gattungen, die Erkennung tiergenetischer Krankheiten, angewandte molekulare Züchtungsuntersuchungen bei Nutztieren und der Schutz genetischer Ressourcen.
Unter Leitung der Mitarbeiter des Fachbereiches Tierernährung und Ernährungskrankheiten wird in Zusammenarbeit mit Kozabirlik ein Forschungsprojekt zur Produktion eines einheimischen Seidenraupenfutters realisiert. Hauptziel ist die Standardisierung einer 12-monatigen Produktion bei gleichbleibender Produktqualität. Das Projekt ist als eigenständiger Bestandteil in den Fachbereich integriert.
In den Fachbereich innere Medizin ist die mit der Erkennung und Behandlung von Herzerkrankungen betraute, mit Elektrokardiographie und Echokardiographie-Geräten sowie Holter Überwachungs- und Blutdruckmessapparaturen ausgestattete Kardiologie eingegliedert. Die veterinärmedizinische Fakultät Ankara ist die erste, die ein Holter Überwachungslabor eingerichtet hat bzw. auf dem Gebiet der veterinärmedizinischen Kardiologie als herausragende Fakultät gilt.
Die veterinärmedizinische Fakultät Ankara übernahm zudem eine führende Rolle hinsichtlich der Gründung eines „Labors zum Erwerb klinischer Fähigkeiten“. Den ersten Schritt der 2015 eingeleiteten Initiative bildet die am 30. März 2015 auf Ebene der Rektoren zwischen der veterinärmedizinischen Fakultät der Universität Ankara und der Tierärztlichen Hochschule Hannover/The University of Veterinary Medicine Hannover unterzeichnete Kooperationsvereinbarung und die daran anschließende 2- tägige Schulung durch Mitarbeiter der TiHo Hannover in Ankara. Das erste Koordinationsteam für das Labor wurde im Oktober 2016 gebildet. Die Simulationsmodelle, erforderliche Gerätschaften und Ausstattung sowie die Beschaffung der Materialien zu deren Umsetzung wurde im Januar 2017 abgeschlossen. Unmittelbar nach Erarbeitung der erforderlichen Simulationen und Festlegung der Lehrinhalte fand die erste angewandte Vorlesung im September 2017 im Rahmen des englischsprachigen veterinärmedizinischen Diplomprogrammes statt. Im Laufe der Zeit wuchs das Team auf 12 Lehrkräfte an. Die Vorlesungen im modularen System begannen im Wintersemester des akademischen Kalenderjahres 2017–2018.
Im Rahmen eines von der Generaldirektion für landwirtschaftliche Forschungen und Politiken des Landwirtschafts- und Forstministeriums unterstützten Projektes wurde im Fachbereich Pharmakologie und Toxikologie der veterinärmedizinischen Fakultät ein „Vet-Bienen Labor“ eingerichtet. Das Projekt befasst sich mit „der Entwicklung der Darmmikrobiyotika von Honigbienen (Apis mellifera spp.) als Probiotikum und der alternativen Behandlung der Nosema spp. Infektion“.
Der Fachbereich Mikrobiologie wurde im Zuge eines zwischen dem Landwirtschafts- und Forstministerium sowie der veterinärmedizinischen Fakultät der Universität Ankara unterzeichneten Projektvereinbarung als nationales Referenzlabor für Salmonella beauftragt. Die Ergebnisse der eingehenden Proben werden direkt an das Ministerium weitergeleitet. Im Rahmen von SALKON (Nationales Salmonella Referenzprogram) aus 15 verschiedenen Laboreinrichtungen eingehende isolierte Salmonella Proben werden hier im Referenzlabor untersucht.
Der Bereich Wildtiere wurde Anfang 2018 als Teil der Tierklinik der veterinärmedizinischen Fakultät der Universität Ankara eingerichtet. Auf 75 m² Gehege und 150 m² geschlossenen Räumlichkeiten mit zentraler Belüftungs- und Klimatisierungsinfrastruktur erfolgt die stationäre Behandlung, Operation und Rehabilitierung aller als Säugetiere, geflügelte Arten, Reptilien und Nagern existierenden Wildtiere.

## Museen

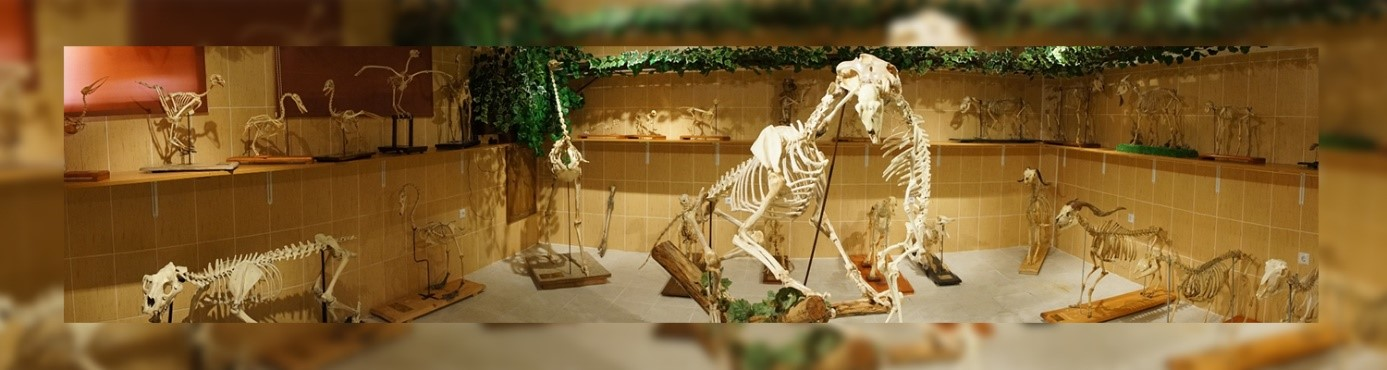

Die Idee der Gründung eines Museums der veterinärmedizinischen Fakultät wurde bereits 1963 im Fachbereich für Geschichte der Veterinärmedizin und Deontologie geboren. Die Eröffnung des Museums unter der Bezeichnung „Veterinärmedizinisches Museum Prof. Dr. Ferruh Dincer“ erfolgte allerdings erst am 21. April 2016, nachdem der Ausschuss des Kultur- und Tourismusministeriums zur Wahrung des Kultur- und Naturerbes in Ankara die Genehmigung zur Restauration des unter Denkmalschutz stehenden Museumsgebäudes erteilte.
Die Vorbereitung und Nutzung anatomischer Proben als Lehrmaterial und zu Ausstellungszwecken begann bereits 1933 im Fachbereich der Anatomie, unmittelbar nachdem der Anatomie Bereich als Teil des Hohen Landwirtschaftsinstitutes ins Leben gerufen worden war. Jahre später wurde 2009 mit dem Ziel, die vorhandenen Proben und Exponate von historischer und wissenschaftlicher Bedeutung vor dem zeitlichen Verfall zu schützen, die Gründung eines veterinärmedizinischen Anatomie-Museums beschlossen. Diese Entscheidung des Anatomie Fachbereiches fand anlässlich des 80. Jahrestages der Gründung des Lehrstuhles für Anatomie Umsetzung. Die Eröffnung des für den Besucherverkehr freigegebenen Museums fand offiziell am 10. Juni 2013 statt.

## Mobile Klinik
Grundsätzliche Aufgaben der mobilen Klinik sind Ausbildung und praxisbezogene Vorort-Dienstleistungen im Außenbereich. Vor diesem Hintergrund lag der Fokus der Mobilklinik auf dem Ausbau der beruflichen Fähigkeiten der Intern-Studenten bzw. der Studenten der postgraduate Programme hinsichtlich Diagnose, Behandlung und präventiv-medizinischer Maßnahmen zur Verhinderung von Krankheiten und gleichzeitigen Erlangung von Wissen zum Tierschutz wie auch zum Betrieb von Farmen mittels den in der Umgebung von Ankara befindlichen Bauernhöfe, insbesondere in Räumen mit intensiver Viehzucht (Pferde, Rinder, Kälber, Schafe und Ziegen) sowie mit Hilfe der Pferdeklinik des Reitclubs, als diese noch aktiv war. Im Zuge dessen wurde ein effektiver Beitrag geleistet, der den privaten und staatlichen Betrieben zugutekam bzw. Dienstleistungen im Rahmen der Gesundheitsfürsorge für zigtausende von Klein- und Großvieh sicherte. Vor diesem Hintergrund wurden Protokolle mit ASEM (Zentral Kommandantur Reitsport), der Volksgesundheitseinrichtung (Serum-Farmpferde), der Ankara Yildirim Beyazit Universität (Hypoteraphiepferde) und landwirtschaftlichen Fakultät der Universität Ankara unterzeichnet.

## Zeitschrift
Die von der veterinärmedizinischen Fakultät herausgegebene Zeitschrift ist eines der alteingesessenen Zeitschriften der Ankara Universität, bei der es sich um die erste Universität der Türkischen Republik handelt. Publiziert werden wissenschaftliche Beiträge, kurze wissenschaftliche Studien, Fallstudien, Briefe an den Herausgeber und auf Einladung Übersichtsartikel aus allen veterinärmedizinischen Bereichen. Die Zeitschrift der veterinärmedizinischen Fakultät erscheint seit 1954 im Quartal. Seit April 2007 zählt sie zum Science Citation Index - Expanded. Die Abkürzung der Zeitschrift lautet „Ankara Uni Vet Fak Derg“.